# Rosa 'Agatha Incarnata'
Rosa 'Agatha Incarnata' — старинный сорт роз класса Гибриды розы Галлика. Используется в качестве декоративного садового растения. 
Сорт отмечен в альманахе с 1811 года. Вероятно присутствовал в коллекции императрицы Жозефины под названием Rosa gallica "agatha incarnata", на французском "L'Agathe carnée". Назван в честь христианской мученицы Святой Агаты.
Не следует путать с 'Marie Louise'.

## Биологическое описание
Куст плотный. Высота куста 120 см, ширина 120 см. Побеги покрыты шипами.
Листья серо-зелёные, бархатистые. Листочки эллиптические.
Цветки махровые, светло-розовые, в полном роспуске квартированные, в центре видна бледная зеленоватая или зеленовато-розовая "кнопка". Аромат сильный. Чашелистики железистые. Лепестки слегка мятые.
Цветение однократное.

## В культуре
Зоны морозостойкости: от 4b до 8b.